# 1840-е

## Догађаји и трендови
- 1840. — основан је Нови Зеланд.
- 1842. — завршио је Први опијумски рат између Кине и Уједињеног Краљевства. Према одредбама Споразума из Нанђинга Хонгконг је предат на управу Британцима, а завршила је 1997. године.
- 1844. — започео је Доминикански рат за независност.
- 1845. — Велика глад у Ирској доводи до масовне емиграције.
- 1846. — започео је Мексичко-амерички рат.
- 1848. — завршио се Мексичко-америчком рату којим су САД оствариле контролу над Тексасом и анектирале дотадашње мексичке посједе Аризону, Калифорнију и Нови Мексико.
- 1848. — Европу је погодио талас револуција.
- 1848. — први пут је издано дјело Карла Маркса и Фридриха Енгелса Комунистички манифест.
- 1848. — бан Јосип Јелачић у Хрватској укида кметство.
- 1849. — Доминиканска Република је изборила независност од Хаитија.

## Наука
- 24. маја 1844. — Семјуел Морзе је послао прву поруку користећи електрични телеграф.

## Култура

### Музика
- 1841. — Белгијанац Адолф Сакс је конструисао први саксофон.
- 1849. — у 39. години умро Фредерик Шопен.